# Mesihi z Prisztiny
Mesihi z Prisztiny, znany także jako Isa Mesihi (osm. Priştinali Mesihi; ur. 1470 w Prisztinie, zm. 1512 w Konstantynopolu) – osmański poeta, uważany za jednego z pierwszych poetów narodowości albańskiej.

## Życiorys
Urodził się w Prisztinie jako Isa Mesihi. W młodości wyjechał do Konstantynopola, gdzie studiował teologię w medresie; zasłynął także jako wybitny kaligraf.
Zdobył zaufanie ze strony wielkiego wezyra Hadima Alego Paszy; pełnił funkcję jego osobistego sekretarza do jego śmierci w 1511 roku. Mesihiego poruszyła śmierć wielkiego wezyra, poświęcił mu elegię.
Był autorem poematów Sehr-engîz oraz Murabba'-i bahâr; pierwszy z nich został uznany za arcydzieło poezji tureckiej z początków XVI wieku, natomiast drugi został w 1774 roku przetłumaczony przez brytyjskiego językoznawcę Williama Jonesa oraz przez długi czas był najpopularniejszym tureckim poematem w Europie.